# توماس گیفورد
توماس گیفورد (انگلیسی: Thomas Gayford؛ زادهٔ ۲۱ نوامبر ۱۹۲۸) سوارکار اهل کانادا بود.
وی در مسابقات کشوری و بین‌المللی در مجموع برندهٔ ۴ مدال طلا، ۱ مدال برنز شده‌است.